# Демьянов, Михаил Александрович
Михаил Александрович Демьянов (7 декабря 1873, пос. Артинский завод, Красноуфимский уезд, Пермская губерния, Российская империя — 23 июня 1913, Ноденталь, Финляндия) — русский живописец, пейзажист, портретист, график, рисовальщик.

## Биография

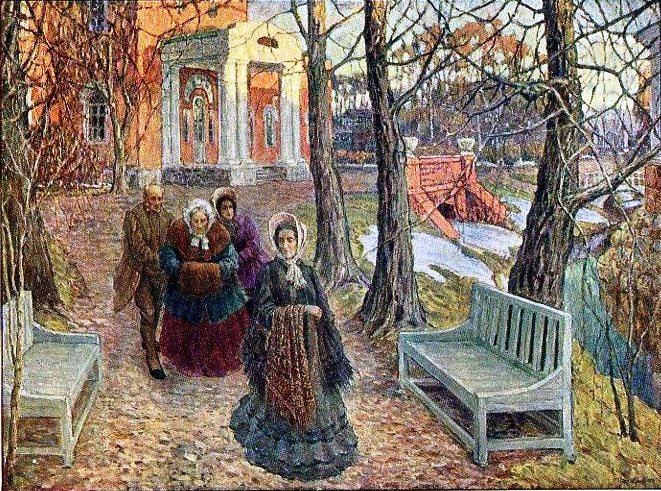
«Старые годы»

Родился в посёлке Артинского завода Красноуфимского уезда Пермской губернии.
С 1892 по 1903 гг. обучался мастерству писания пейзажей в Московском училище живописи, ваяния и зодчества (МУЖВЗ) под руководством И. И. Левитана.
В 1899 за выполненную работу был награждён малой серебряной медалью.
С 1903 по 1910 продолжил образование в Высшем художественном училище живописи, скульптуры и архитектуры при Императорской Академии художеств в мастерской А. А. Киселёва.
В 1910 за картину «Старые годы» М. А. Демьянову было присвоено звание художника. В том же году получил премию братьев И. И. и С. И. Ендогуровых, присужденную как «достойнейшему из пейзажистов».
Кроме того, за созданные полотна «Последний снег» (1908) и «Повеяло весной» (1913) художник дважды награждался премиями имени А. И. Кунджи, а за картину «Рим» — поощрительной премией Императорской Академии художеств в 1912 г.
В 1910—1912 годах получил право пенсионерской поездки за границу, которым воспользовался и побывал в лучших картинных галереях Рима, Венеции, Парижа, Амстердама и ряда других европейских городов. За время путешествия по Европе создал ряд живописных полотен.
Вернувшись на Родину, поселился в Санкт-Петербурге. Работал преимущественно как пейзажист, разрабатывал тему лирического пейзажа. Использовал методы и достижения импрессионистов, стремился к этюдности и широкому мазку.
Автор ряда портретов (жены, автопортрет). Создал портреты-карикатуры действующих лиц спектакля «Ревизор» Н. В. Гоголя (1906), портреты-шаржи директора Театра фарса В. А. Казанского и артиста того же театра А. С. Полонского. Рисовал иллюстрации для петербургских журналов «Зарницы» (1906) и «Отбой» (1906).

## Картины художника
- Сумерки
- К вечеру
- Осень
- Сад
- Деревенская улица
- К первой грозе
- Весной
- Лист опал
- Уголок Пскова
- Времена Екатерины Великой
- Площадь Барберини. Рим
- Сорренто
- Старый Мюнхен
- Авентинский холм
- Вечер в Голландии
- Штиль
- Встреча.
- Последний снег (премия А. И. Кунджи (1908)
- Повеяло весной (премия А. И. Кунджи (1913))
- Рим (поощрительная премия ИАХ (1912))

С 1896 М.Демьянов — участвовал во многих выставках (19-я ученическая, МУЖВЗ). Экспонировал свои работы на выставках Московского товарищества художников в 1897 и 1902 гг., академических выставках (1908—1913), Товарищества независимых в 1911—1912, в 1911 участник — международной художественной выставки в Мюнхене.
Посмертная выставка художника прошла в Петрограде в 1914.
Творческое наследие живописца М.Демьянов хранится сейчас во многих музейных собраниях, в том числе в Государственном Русском музее, Научно-исследовательском музее Российской Академии художеств, Театральном музее, (все в Санкт-Петербурге) и других, а также в частных собраниях.

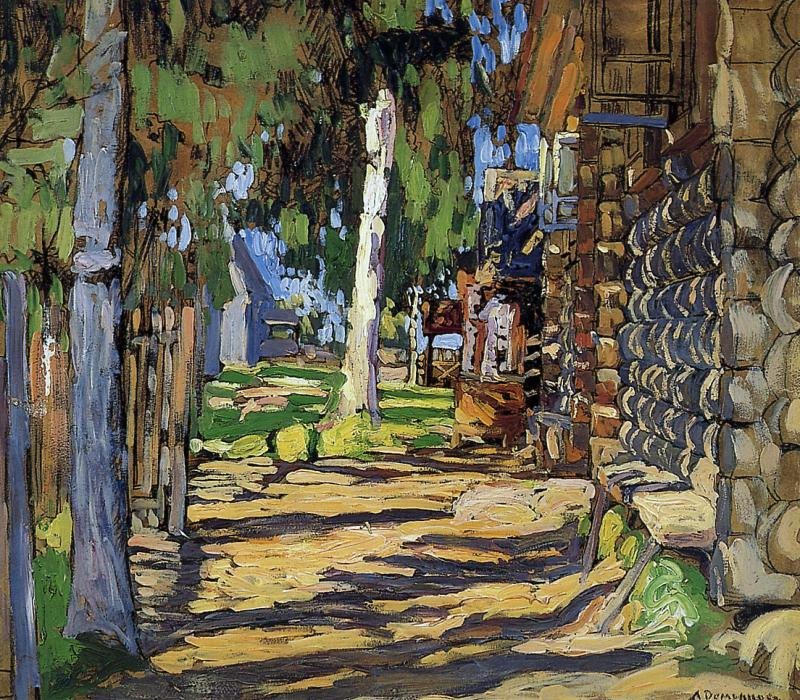
Деревенская улица в лучах солнца
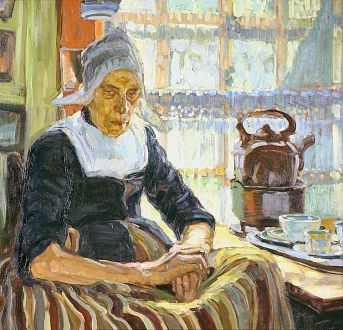
Фламандская женщина. 1913
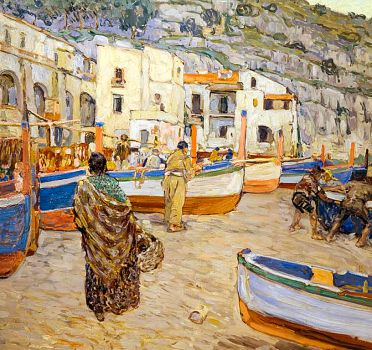
Набережная . 1911
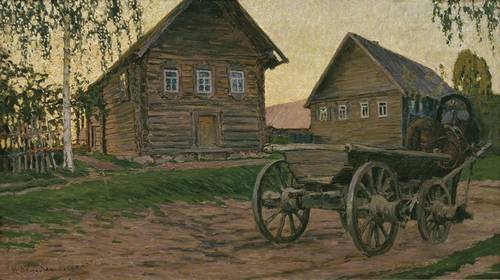
Деревенская улица. 1908